# Титу Майореску
Титу Ливиу Майореску (на румънски: Titu Liviu Maiorescu) е румънски политик - министър-председател и министър на външните работи, и литературен критик – основател на обществото „Юнимеа“.
Като литературен критик има значителен принос за развитието на румънската култура през втората половина на 19 век.
Член на Консервативната партия, той е външен министър между 1910 и 1914 г. и министър-председател на Румъния от 1913 до 1914 г. Представлява Румъния на Букурещката конференция от 1913 г., сложила край на Междусъюзническата война.
В политиката, също както и в сферата на културата, предпочита Германия пред Франция. Майореску е против участието на Румъния в Първата световна война срещу Германия, но въпреки това отказва да сътрудничи с немската армия след окупацията на Букурещ.

## Избрана библиография
- O cercetare critică asupra poeziei române (1867)
- În contra direcției de astăzi în cultura română (1868)
- Direcția nouă în poezia și proza română (1872)
- Comediile domnului Caragiale (1885)
- Eminescu și poeziile sale (1889)
- Povestirile lui Sadoveanu (1906)
- Poeziile lui Octavian Goga (1906)
- Retori, oratori, limbuți
- Beția de cuvinte